# 塞凡山脉
塞凡山脉或称沙赫达格山脉（亞塞拜然語： — хребет Шахдаг или Шах-даг），小高加索山脉的组成部分，位于阿塞拜疆和亚美尼亚的交界处。山脊沿着塞凡湖的东北海岸延伸。
塞凡山脉的山脊长约70公里，最高峰希纳尔达格峰海拔高达3367米。该山脉由火山岩和砂岩组成。北坡为阔叶林，南坡以山地草原为主，山脊为高山草甸。